# ヴィルヘルム・デルプフェルト

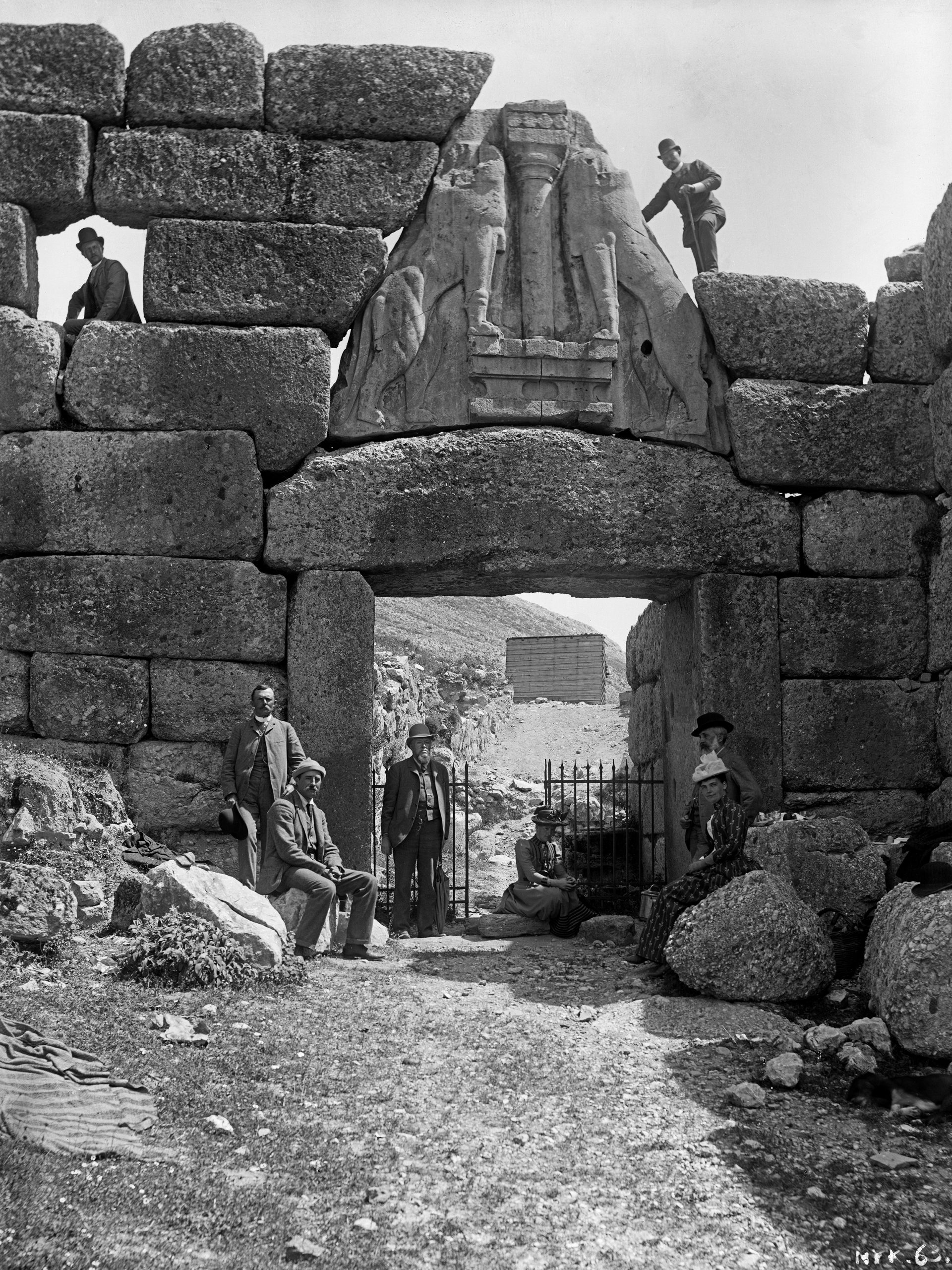
ミケーネ遺跡の獅子門で撮影されたデルプフェルト（画面左上の穴から覗いている人物）。シュリーマンは獅子の岩の隣に立っている。

ヴィルヘルム・デルプフェルト（独: Wilhelm Dörpfeld, 1853年12月26日-1940年4月25日）は、ドイツの建築家、考古学者である。層序学的発掘と考古学プロジェクトにおける正確な図面の文書化の先駆者であり、ハインリッヒ・シュリーマンとともに伝説的なティーリュンスやトロイアの遺跡とされるヒッサリクの丘など地中海周辺の青銅器時代の遺跡を発掘したことで有名である。デルプフェルトは、シュリーマンのようにホメロスの作品で言及された場所の歴史的現実を提唱した。ホメロスの言及に関する主張の詳細は後の考古学者によって正確であるとは考えられていないが、それらが実際の場所と対応しているというデルプフェルトの基本的な考えは受け入れられている。したがって、彼の研究はこれらの歴史的に重要な遺跡の科学的手法や研究だけでなく、古代ギリシアの文化や神話に対する新たな公衆の関心にも大きく貢献した。

## 生涯
デルプフェルトはライン県のバルメンに、フリードリッヒ・ヴィルヘルム・デルプフェルトとクリスティーン（Christine）の息子として生まれた。信念のあるクリスチャンであり有名な教育者であった彼の父は家族に深い宗教的感情を授けようとした。デルプフェルトは宗教学校でラテン語とギリシャ語の基礎教育を受けた。母親が死去した翌年の1872年、バルメン高校を卒業した。
1873年、デルプフェルトはベルリンの建築研究に参加し、有名な建築アカデミー（バウアカデミー）に入学した。同時に彼はベルギッシュ・マエルキ工業会社で働き始めた。デルプフェルトの父親は彼の研究に資金を提供することができなかったので、妹のアンナが彼にお金を貸し、休暇になるとデルプフェルトはライン川鉄道会社で建物やさまざまな建築物のスケッチを描いた。デルフェルドは1876年に優等で卒業した。
1877年、デルプフェルトは、リチャード・ボーン、フリードリヒ・アドラー、エルンスト・クルツィウスの指揮の下、ギリシャの古代オリンピアの発掘調査の助手となり、後にプロジェクトの技術監督になった。このグループは特にプラクシテレスの無傷のヘルメス像を発見した。発掘調査によって発見された遺物を収蔵する場所が必要となり、デルプフェルトはフリードリヒ・アドラーとともにオリンピア考古学博物館の設立に携わった。博物館は1885年に着工し1888年に完成した。こうした発掘事業は古代オリンピックの記憶を復活させることになり、後の近代オリンピック設立にも貢献した（1896年）。
1881年にオリンピアでの発掘調査が終了し、帰国したデルプフェルトは建築監督者の国家試験を受けてベルリンに落ち着くつもりでいた。家庭生活の準備をしていた彼は恒久的な収入源を必要としていた。デルプフェルトがハインリッヒ・シュリーマンと出会ったのはこの頃である。シュリーマンは国家試験に合格したばかりの彼をトロイアの発掘に参加するよう説得した。1882年、デルプフェルトはシュリーマンの発掘隊に加わってトロイア遺跡を調査した。2人は最終的には良い友人となり、他の発掘プロジェクトでも協力を続けた。
1883年2月、デルプフェルトは大学教授のフリードリヒ・アドラーの娘アンナ・アドラー（Anna Adler）と結婚し、2人の娘エルゼ（Else）、アグネス（Agnes）と、1人の息子フリードリヒ（Friedrich Gustav Richard）に恵まれた。
デルプフェルトとシュリーマンは1884年から1885年までティリンス遺跡で発掘し、再び1888年から1890年までトロイア遺跡で発掘した。デルプフェルトはまた、1885年から1890年にかけてアテナイのアクロポリスで発掘し、ヘカトンペドン神殿（古典期以前のパルテノン神殿）を発掘した。さらに1900年から1913年にアレクサンダー・コンツェとともにペルガモンで、1908年から1929年にかけてオリンピアで新たに発掘調査を行い、1931年にはアテナイのアゴラで発掘を行った。
1912年に引退した後、デルプフェルトはさまざまな考古学的テーマに関する数多くの学術的議論に従事した。たとえば1930年代半ばには、パルテノン神殿の3段階の構成の性質に関するアメリカの考古学者ウィリアム・ベル・ディンスムアとの記念討論に参加した。1920年代の初めにはイェーナ大学で講義を始めたが、職業としての教育に満足せず、ギリシャに戻った。
考古学での優れた業績により、デルプフェルトは7つの名誉博士号を取得し、1892年に教授の称号を取得した。 
- 1882年、ヴュルツブルク大学名誉博士
- ギリシャ研究推進協会（英語版）名誉会員
- 1896年、プリンストン大学名誉博士号
- 1897年、アメリカ芸術科学アカデミー会員
- 1909年、ルーヴェン大学名誉博士号
- 1911年、RIBAゴールドメダル
- 1919年、ベルリン工科大学名誉博士号
- 1923年、イェーナ大学名誉教授
- 1933年、ドイツ帝国鷲盾賞（英語版）
- 1939年、プロイセン科学アカデミー名誉会員

デルプフェルトは1940年に彼の家があるギリシャのレフカダ島で死去した。彼はレフカダ島の東海岸にあるニドリ湾はホメロスの英雄オデュッセウスが住んでいた歴史的なイタケがあった場所だと信じていた。デルプフェルトはニドリの海岸と向かい合う半島先端部の聖キリアキ教会（Ekklisia Agia Kiriaki）近くの、ニドリの港を眺めることができる場所に埋葬された。

## 業績

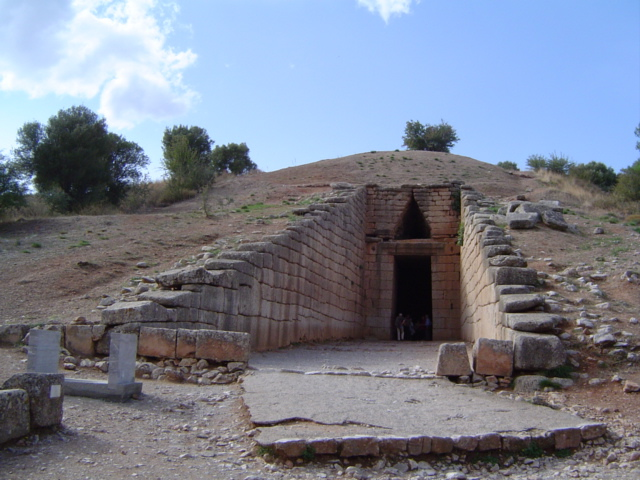
ミケーネ文明の「トロス墓」の中で最も印象的な「アトレウスの宝庫」。

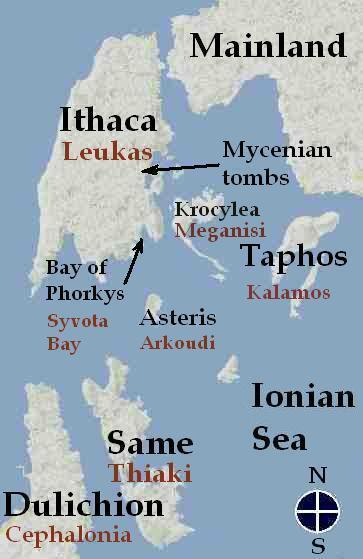
デルプフェルトの理論によるホメロスのイタケの地図。

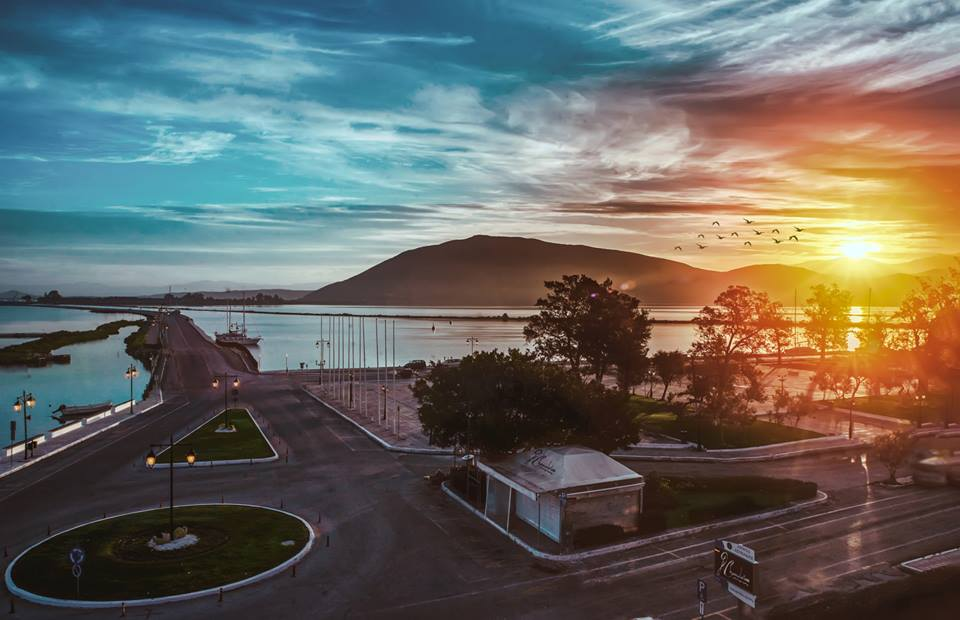
現在のレフカダ島。

デルプフェルトは遺物が見つかった層と建物に使用されている材料の種類によって遺跡の年代を測定する方法を開発した。 彼はミケーネのシャフト墓を含むシュリーマンの以前の結論の多くを修正した。デルプフェルトはシュリーマンが主張したようにその場所が「アトレウスの宝庫」ではなく「トロス墓」であることに気づいた。
パナギオティス・カヴァディアスの発掘中、デルプフェルトは紀元前480年にペルシア人によって破壊されたアテナ神殿がパルテノン神殿の下ではなくその北にあるという以前の考えを正すのに役立った。彼は3つの異なる構造物パルテノン1、パルテノンII、パルテノンIIIが同じ場所に建てられたと話し、現在の神殿に最後の用語を適用することを提案した。このように彼はより古い2つのパルテノン神殿の存在を示唆することに加えて、それらの平面図の寸法を再構築することができた。
1890年のシュリーマンの死後、未亡人ソフィアは夫のトロイア遺跡の発掘調査を続行するためにデルプフェルトを雇った。デルプフェルトは1893年から1894年にかけてヒッサリクの丘を調査し、9層にわたって重なった異なる都市を発見した。彼は1902年に発掘の成果を発表した際に、最初の5つの都市よりも規模が大きく、街を囲む高い石灰岩の壁を備え、なおかつ大規模な破壊の痕跡が見られる6番目の都市（トロイアVI）を伝説的なトロイアであると主張した。また同じ層でミケーネで見出せるのと同じ陶器を発見した。これによって第6市がミケーネ時代に位置すると証明された。ただし、現代の考古学者はデルプフェルトの見解を誤りとしている。第6市の破壊の痕跡は人の力で行える範囲を超えており、また火災の跡も見られないため、破壊の原因は大地震であり、ホメロスが語った都市は7番目の都市（トロイアVII）と考えている。

デルプフェルトは多くの時間とエネルギーを費やして、ホメロスの叙事詩が歴史的事実に基づいていることを証明しようとした。彼はレフカダ島東海岸のニドリ湾がオデュッセウスの本拠地であるイタケであると提案した。デルプフェルトは『オデュッセイア』のいくつかの通路をレフカダ島の実際の地理的位置と比較し、そして彼はそれがホメロスのイタケであるに違いないと結論した。彼は特にこの文章に確信を持っていた。

レフカダ島は今日、陸橋と浮き橋でギリシャ本土とつながっているが、古代では島ではなくわずかな土地で本土とつながった半島であった。本土とつながったわずかな土地は、前7世紀にコリントス人によって切り開かれた。しかしながら、現代の地理学者や水路学者は古代のレフカダは島であると主張している。彼らは今日の本土と島とをつないでいる陸橋を、海峡に沈泥して形成された最近の産物であり、したがってレフカダ島は過去数千年にわたって、本土とある程度のつながりを経験している可能性があることを言及した。デルプフェルトはホメロスの時点ではレフカダ島は独立した島である（またはそのように見なされていた）と信じていたか、あるいはまた、狭い陸橋を渡ることの難しさをホメロスが謎めいた冗談として繰り返し言及していた、と感じていたかもしれない。
1912年から1914年、デルプフェルトはケルキラ島のカルダキ神殿があった地域を発掘したが、その場所はモン・レポスの王の別荘の一部であったため、ギリシャ王から許可を得る必要があった。デルプフェルトは学術誌 Archäologischer Anzeiger にイラストなしの2つの短いメモで成果を公開した。彼はまたケルキラ島のヘラ神殿を発掘した。

## 評価

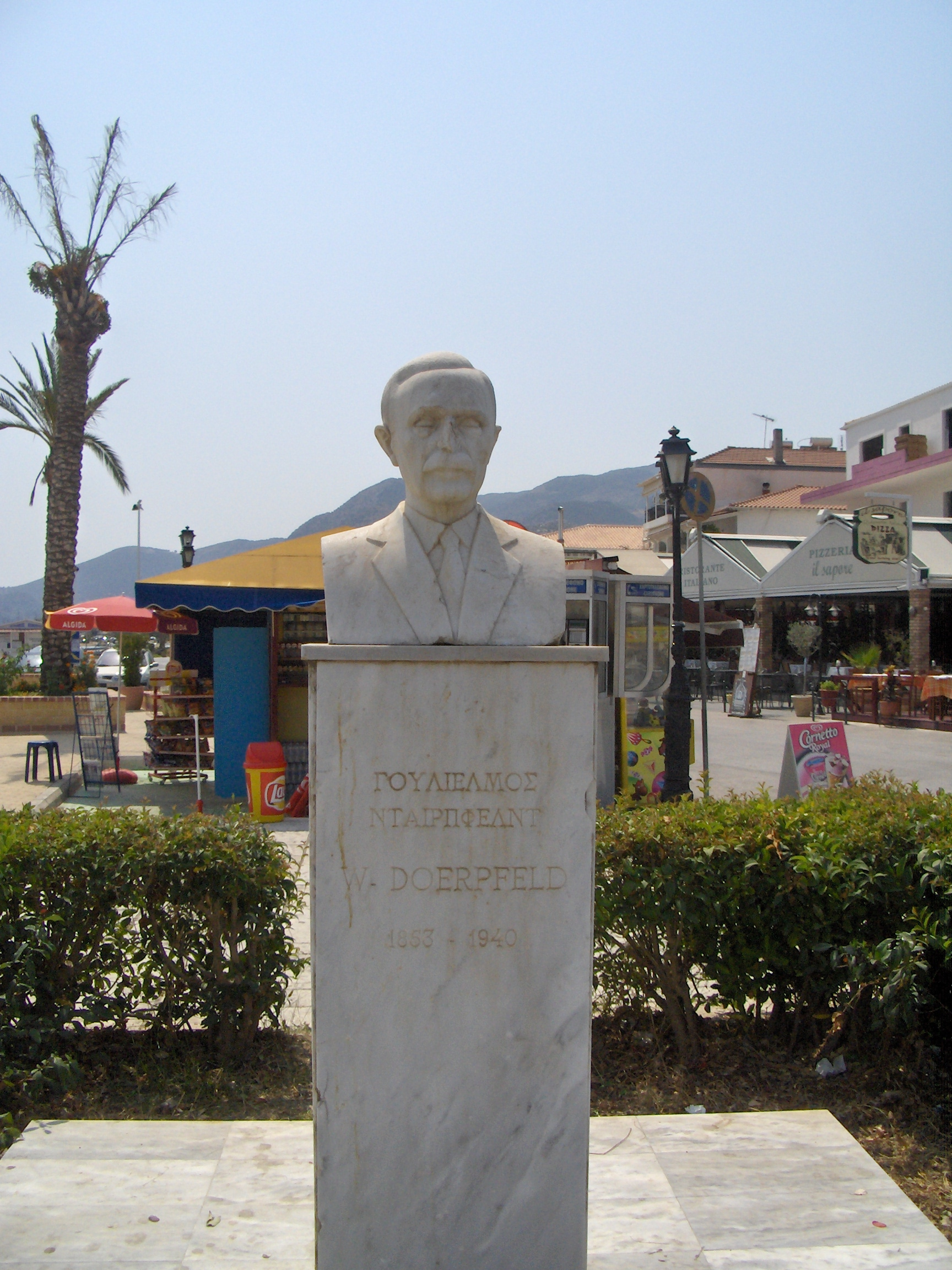
レフカダ島に立つデルプフェルトの記念碑。

デルプフェルトは古典的な考古学において傑出した人物の一人だった。遺物が見つかった地層と建築材料の種類に基づいて遺跡を年代順に分類する彼の層序学的方法は遺跡分析の根底に残っている。しかしながら、彼の発掘はシュリーマンよりもはるかに科学的であったが同時に多くの欠陥があり、そして、ホメロスが実際の場所に基づいて『オデュッセイア』を語ったことを証明するための探求はむしろロマンチックだった。彼の仲間の考古学者たちは、デルプフェルトが遺跡の年代測定における建築物の重要性を過度に強調し、陶器などのあまり目立たない遺物をしばしば無視したと述べた。とはいえ、デルプフェルトは考古学に多くの秩序と完全性をもたらした人物として、またシュリーマンの無謀な発掘から多くの考古学的な遺跡を救った人物として知られている。

## 余談
- デルプフェルトが通っていた高校は、1936年に彼にちなんでヴィルヘルム・デルプフェルト高校（ドイツ語版）と改名された[8]。
- ベルリンのアドラースホーフ（ドイツ語版）地区のビスマルクシュトラーセ通りは、1951年にデルプフェルトにちなんでデルプフェルトシュトラーセ（ドイツ語版）と改称された。

## 著書
- Dörpfeld, Wilhelm. Das griechische Theater. Berlin: Weidmannsche Buchhandlung, 1896.
- Dörpfeld, Wilhelm. Troja und Ilion. Athens: Beck & Barth, 1902.
- Dörpfeld, Wilhelm. Olympia in römischer Zeit. Berlin: Weidmannsche Buchhandlung, 1914.
- Dörpfeld, Wilhelm. Alt-Ithaka: Ein Beitrag zur Homer-Frage, Studien und Ausgrabungen aus der insel Leukas-Ithaka. München: R. Uhde, 1927.
- Dörpfeld, Wilhelm. Alt-Olympia: Untersuchungen und Ausgrabungen zur Geschichte des ältesten Heiligtums von Olympia und der älteren griechischen Kunst. Berlin: E. S. Mittler & Sohn, 1935.
- Dörpfeld, Wilhelm. Meine Tätigkeit für die griechische Archäologische Gesellschaft. Athenais: Archaiologikē Hetaireia, 1937.
- Dörpfeld, Wilhelm, and Walther Kolbe. Die beiden vorpersischen Tempel unter dem Parthenon des Perikles. Berlin: Verlag von E.S. Mittler & Sohn, 1937.